# Turn-Europameisterschaften 1981 (Frauen)
Die 13. Turn-Europameisterschaften der Frauen fanden 1981 in Madrid statt. Maxi Gnauck wurde Europameisterin im Mehrkampf und sicherte der DDR den zweiten EM-Titel in dieser Disziplin. Die BR Deutschland entsandte keine Mannschaft nach Spanien.

## Teilnehmer
| - Belgien - Bulgarien - Deutsche Demokratische Republik - Frankreich - Italien - Niederlande | - Norwegen - Österreich - Polen - Portugal - Rumänien - Schweden | - Schweiz - Spanien - Sowjetunion - Ungarn - Vereinigtes Königreich - Tschechoslowakei |

## Ergebnisse

### Mehrkampf
|      |                   |        |
| Rang | Athletin          | Punkte |
| 1    | Maxi Gnauck       | 39.250 |
| 2    | Cristina Grigoraș | 38.950 |
| 3    | Alla Misnik       | 38.800 |
| 4    | Natalia Ilienko   | 38.350 |
| 4    | Rodica Dunca      | 38.350 |
| 6    | Krassimira Tonewa | 38.250 |
| 7    | Radka Zemanová    | 38.200 |
| 7    | Erika Flander     | 38.200 |
| 9    | Birgit Senff      | 38.150 |
| 9    | Franka Voigt      | 38.150 |

### Gerätefinals
| Rang | Athletin          | Punkte |
| ---- | ----------------- | ------ |
| 1    | Cristina Grigoraș | 19.600 |
| 2    | Maxi Gnauck       | 19.550 |
| 2    | Birgit Senff      | 19.550 |
| 4    | Olga Bitscherowa  | 19.275 |
| 4    | Krassimira Tonewa | 19.275 |
| 6    | Eva Marečková     | 19.225 |
| 7    | Rodica Dunca      | 19.175 |
| 8    | Alla Misnik       | 19.100 |

| Rang | Athletin          | Punkte |
| ---- | ----------------- | ------ |
| 1    | Maxi Gnauck       | 19.950 |
| 2    | Cristina Grigoraș | 19.600 |
| 2    | Alla Misnik       | 19.600 |
| 4    | Natalia Ilienko   | 19.450 |
| 5    | Krassimira Tonewa | 19.350 |
| 6    | Marta Egervari    | 19.300 |
| 7    | Galina Marinowa   | 19.200 |
| 8    | Erika Flander     | 18.700 |

| Rang | Athletin          | Punkte |
| ---- | ----------------- | ------ |
| 1    | Maxi Gnauck       | 19.350 |
| 2    | Natalia Ilienko   | 19.250 |
| 3    | Rodica Dunca      | 19.150 |
| 4    | Franka Voigt      | 19.100 |
| 5    | Alla Misnik       | 18.900 |
| 6    | Radka Zemanová    | 18.800 |
| 7    | Jana Rulfova      | 18.750 |
| 8    | Cristina Grigoraș | 18.550 |

| Rang | Athletin               | Punkte |
| ---- | ---------------------- | ------ |
| 1    | Maxi Gnauck            | 19.650 |
| 2    | Alla Misnik            | 19.450 |
| 3    | Cristina Grigoraș      | 19.250 |
| 4    | Birgit Senff           | 19.200 |
| 5    | Radka Zemanová         | 19.100 |
| 6    | Erika Flander          | 19.000 |
| 7    | Galina Marinowa        | 18.900 |
| 8    | Spanien Irene Martínez | 18.800 |

## Medaillenspiegel
|      |             |      |        |        |        |
| Rang | Land        | Gold | Silber | Bronze | Gesamt |
| 1    | DDR         | 4    | 2      | –      | 6      |
| 2    | Rumänien    | 1    | 2      | 2      | 5      |
| 3    | Sowjetunion | –    | 3      | 1      | 4      |